# Lua (Mythologie)
Lua (bei Titus Livius auch Lua Mater) war eine Göttin der römischen Religion, die wahrscheinlich altitalischen, möglicherweise etruskischen Ursprungs war. Sie stand in Verbindung mit Saturnus (Lua Saturni).
Lua wurden von römischen Feldherren die in der Schlacht erbeuteten Waffen der Feinde zum Opfer gebracht, indem sie ihr durch Verbrennen geweiht wurden. Dies diente als Sühne für das vergossene Blut.